# 三上弥
三上 弥（みかみ わたる、1971年3月2日 - ）は、NHKの元シニアアナウンサー、ニュース・報道番組 編集責任者、プロデューサー。愛称･ミスターNHK
。

## 人物
青森市で生まれ、浦和市（現さいたま市南区）、東京都文京区
で育つ。青森県立青森高等学校、東北大学法学部卒業後、1994年入局。
NHKニュースや国会中継などニュース･報道番組を中心に担当している（｢現在の担当番組･業務｣、｢過去の担当番組｣ 参照)。
2021年2月18日放送の『あさイチ』で、博多大吉と近江友里恵アナウンサーが「ミスターNHK」と呼んだ。
2023年7月13日の『あさイチ』で博多大吉･博多華丸と再会した際には、「ミスターNHKが東京に帰ってきましたね」「いつの時代にもいそう」「本当にNHKのアナウンサーの方っていう立ち振る舞いと声質」と大吉が放送中に語った
。

## 現在の担当番組・業務
- ニュース・報道番組 編集責任者[3]

## 過去の担当番組
青森放送局時代
- ネットワーク青森610 キャスター
- NHKニュースおはよう日本（取材・中継）
- NHKニュースおはよう日本 なるほどサイエンス（取材・報告）

新潟放送局時代
- 新潟発ふれっしゅ便 キャスター

東京アナウンス室時代 （1度目）
- NHKニュース（総合テレビ）
- 国会中継
- 首都圏ネットワーク（2003年8月4日 - 6日）キャスター代行

ラジオセンター時代
- 土曜ジャーナル（ラジオ第1）

松江放送局時代
- NHKニュースおはよう島根（祝日を除く月曜 - 金曜）キャスター
- しまねっとNEWS610

ニュース企画「分かりやすい伝え方」ジャーナリスト・池上彰　2009年10月13日
- ふるさと発

「石片は何を語るのか　～出雲・砂原遺跡からの報告～」 スタジオ進行 2009年11月20日
- 三つのたまご「あなたの街のNHK」 2010年10月10日
- 放送部副部長（アナウンス統括）
- 松江放送局制作番組の編集責任者

松山放送局時代
- NHKニュースおはよう日本（四国ブロック・祝日を除く月曜 - 金曜） キャスター
- おはようえひめ  キャスター

東京アナウンス室時代（2度目） （2016年6月 - 2018年6月）
- 首都圏ネットワーク　ニュースリーダー（2016年6月14日 - 2018年6月6日）
- ニュース・気象情報
- 首都圏ニュース845・ニュース845　キャスター代行
- 国会中継（随時）
- 東京都知事選開票速報（BS1） キャスター  2016年7月31日
- 天皇陛下お気持ち表明（総合テレビ） 都内中継  2016年8月8日
- 東京都議会議員選挙候補者紹介（総合テレビ）キャスター  2017年6月24日
- 東京都議会議員選挙開票速報（BS1） キャスター  2017年7月2日
- Ｎスペ5min.「MEGA CRISIS 巨大危機Ⅱ 都市直下地震」（総合テレビ）語り 2017年9月9日[9]
- 衆院選候補者紹介（総合テレビ）キャスター  2017年10月11日
- 第48回衆議院議員総選挙開票速報（BS1） キャスター  2017年10月22日

静岡放送局時代（2018年6月 - 2023年6月）
- NHKニュースおはよう静岡 キャスター（2018年6月 - 2023年6月）
- たっぷり静岡 キャスター代行
- 2019年10月の令和元年東日本台風（台風19号）では、長野放送局に応援で派遣され、災害情報を中心にローカルニュースを担当した。
- 静岡スペシャル「宮城まり子さんがつないだもの」（総合テレビ） キャスター 2020年3月27日[10]
- NHKニュース たっぷり静岡 フィールドリポーター（2020年3月30日 - 2021年3月）[11]
- あさイチ（総合テレビ） 2021年2月18日[12]
- 列島ニュース (総合テレビ)
- NHKニュース7 熱海土石流（総合テレビ） キャスター 2021年7月3日[13][14]
- 特別番組「土石流から１か月 熱海は いま…」（総合テレビ） キャスター 2021年8月3日[15][16]
- あさイチ（総合テレビ） 2021年12月9日[17][18]
- 熱海・土石流から1年「いま伊豆山は　被災地からの声」（総合テレビ） キャスター 2022年7月3日[19]
- Nらじ　19時台メインキャスタ―（ラジオ第1）2022年8月22日 - 26日　※野村正育の代理　正午のニュースも担当
- 静岡県のニュース

メディア総局報道局時代（2023年7月 - ）
- あさイチ「愛でたいnippon 静岡 話題! お茶王国の新名物」（総合テレビ） 2023年7月13日[8][4]

## 同期のアナウンサー
久保純子・小田切千・髙橋美鈴・坂梨哲士・石井麻由子・品田絵美　ほか